# Soknavassdraget
Sognavassdraget, Soknavassdraget eller Soknedalsvassdraget er et mindre vassdrag i Ringerike kommune i Viken fylke i Norge, som løber ud i Nordfjorden, der er den nordlige del af Tyrifjorden ved Ask. Dele af elvsystemet ligger i Flå, Krødsherad, Sør-Aurdal (i Oppland fylke) og Modum kommuner. Det omfatter Bergsjøvassdraget, Rudsvassdraget, Kollsjøvassdraget og Strømsoddbygdvassdraget og floden  Sogna med sideelver fra Sokna ned gennem Soknedalen til udløbet i Tyrifjorden. Der bliver det en del af Drammensvassdraget. 
Flodsystemets størrelse er 644,1 km² (kilde NVE). De højeste dele ligger i  1.220 meters højde, mens udløbet i Tyrifjorden ligger 63 moh.